# Господарський суд Черкаської області
Господа́рський суд Черка́ської о́бласті — місцевий спеціалізований господарський суд першої інстанції загальної юрисдикції, розташований в місті Черкасах, юрисдикція якого поширюється на Черкаську область.

## Компетенція
Місцевий господарський суд керуються при здійсненні судочинства Господарським процесуальним кодексом України. Він розглядає господарські справи, тобто ті, що виникають у зв'язку із здійсненням господарської діяльності юридичними особами та фізичними особами-підприємцями. Це, зокрема, справи про стягнення заборгованості за договорами, про чинність договорів, про відшкодування шкоди, про банкрутство, про захист права власності, корпоративні спори та ін.
Господарський суд розглядає справу, як правило, за місцезнаходженням відповідача, тобто якщо офіційна адреса відповідача зареєстрована на території юрисдикції цього суду.

## Розташування
Адреса суду — 18005, м. Черкаси, бул. Шевченка, 307.
Будівля суду розташована на одній з найголовніших вулиць міста.

## Керівництво
| Посада                | ПІБ                     |
| --------------------- | ----------------------- |
| Голова суду           | Чевгуз Олег Васильович  |
| Заступник Голови суду | Хабазня Юрій Андрійович |